# Nationale Bewegung der Entwicklungsgesellschaft
Die Nationale Bewegung der Entwicklungsgesellschaft (französisch: Mouvement National de la Société de Développement, Kürzel: MNSD-Nassara) ist eine politische Partei in Niger.

## Ausrichtung
Der Begriff „Entwicklungsgesellschaft“ wurde in Niger ab 1976 von Seyni Kountché geprägt, der von 1974 bis 1987 Staatschef war. Das Modell gründet auf den Prinzipien Beratung, Verständigung und Teilhabe (französisch: consultation, concertation, participation), die im Übertragen von Verantwortung an lokale Institutionen und als partizipative Demokratie umgesetzt werden sollen.
In der Eigenbeschreibung auf der Website des MNSD-Nassara heißt es:

« L’essentiel de notre action politique vise la construction d’une Nation unie et solidaire tendue vers le même idéal et mue par une même volonté de progrès d’une part, et d’autre part la participation responsable de tous les nigériens à la recherche de solutions aux problèmes de développement économique, social et culturel. »

„Im Zentrum unseres politischen Handelns stehen einerseits der Aufbau einer geeinten und solidarischen Nation, die nach demselben Ideal strebt und von demselben Fortschrittswillen angetrieben wird, und andererseits die eigenverantwortliche Teilnahme aller Nigrer an der Suche nach Lösungen für Probleme der wirtschaftlichen, sozialen und kulturellen Entwicklung.“

Der MNSD-Nassara gilt als Partei, die Tradition und Moderne sowie die verschiedenen Ethnien des Landes zu vereinen sucht. Ihre traditionellen Hochburgen hat sie bei den Hausa der Region Maradi und den Songhai und Zarma der Region Tillabéri. Der Beiname Nassara kommt aus der Sprache Hausa und bedeutet „Sieg“. Die Parteizeitung heißt Le Nassara.

## Geschichte
Nach dem Tod Seyni Kountchés 1987, unter dessen Herrschaft es kein Parlament und politische Parteien gab, wurde dessen Gefolgsmann Ali Saïbou Staatschef. Saibou schuf im März 1989 ein Einparteiensystem und gründete die Nationale Bewegung der Entwicklungsgesellschaft (MNSD) als Staatspartei. Beim Gründungskongress, der von 15. bis 18. Mai 1989 stattfand, wurden Ali Saïbou zum Parteivorsitzenden und Kada Labo zum Generalsekretär der Partei gewählt. Bei den Parlamentswahlen von 1989 gingen alle 93 Mandate an Kandidaten der MNSD-Einheitsliste.

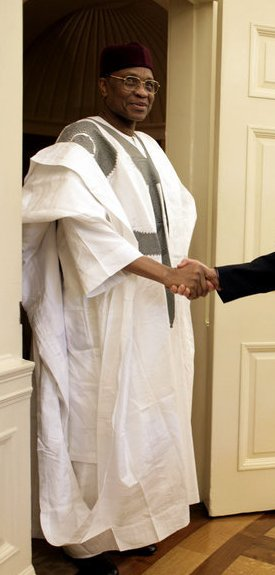
Parteivorsitzender und Staatspräsident Mamadou Tandja (2005)

Nach der Einführung des Mehrparteiensystems unter Saïbou kam es am 18. März 1991 zu einer Neugründung der Partei, die weiterhin auf den noch zu Zeiten Kountchés gelegten Netzwerken aufbauen konnte. Am 8. November 1991 wurde Mamadou Tandja, der 1989 bereits an der Gründung der Staatspartei beteiligt gewesen war, Vorsitzender des MNSD-Nassara. Adamou Moumouni Djermakoye, Tandjas Rivale um den Parteivorsitz, gründete daraufhin mit der ANDP-Zaman Lahiya seine eigene Partei.
Bei den Parlamentswahlen von 1993, den ersten freien Mehrparteienwahlen in der Geschichte des Landes, erhielt der MNSD-Nassara die relative Mehrheit der Stimmen und 29 der 83 Sitze in der Nationalversammlung. Er stand allerdings einer parlamentarischen Mehrheit von 50 Abgeordneten gegenüber, die der Neun-Parteien-Koalition Allianz der Kräfte des Wandels angehörten und deren gemeinsames Ziel ein Ende der Herrschaft des MNSD-Nassara war. Bei den Präsidentschaftswahlen von 1993 musste sich der MNSD-Nassara-Kandidat Mamadou Tandja in einer Stichwahl Mahamane Ousmane, dem Kandidaten der Allianz-Partei CDS-Rahama, geschlagen geben. Staatspräsident Ousmane ernannte Mahamadou Issoufou von der Allianz-Partei PNDS-Tarayya zum Premierminister und der MNSD-Nassara ging in die Opposition.
Der PNDS-Tarayya verließ 1994 die Allianz der Kräfte des Wandels und verbündete sich mit dem MNSD-Nassara in der Opposition. Bei den Parlamentswahlen von 1995 gewann der MNSD-Nassara erneut 29 von 83 Sitzen und die relative Mehrheit in der Nationalversammlung. Die CDS-Rahama von Staatspräsident Mahamane Ousmane und ihre verbliebenen Koalitionspartner konnten ihre parlamentarische Mehrheit nicht wiedergewinnen. Ousmane ernannte daraufhin zunächst Amadou Boubacar Cissé vom MNSD-Nassara zum Premierminister, jedoch gegen den Willen der Partei, aus der Cissé kurz darauf ausgeschlossen wurde. Der Staatspräsident sah sich nun gezwungen, gegen seinen Wunsch Hama Amadou, den Generalsekretär des MNSD-Nassara, zum Premierminister zu ernennen. Eine gegenseitige Blockadepolitik zwischen Staatspräsident und Parlament (Cohabitation) war die Folge.

Wahlwerbung für den MNSD-Nassara in Agadez im Winter 1996/1997

Ein Staatsstreich im Jahr 1996 brachte den Militär Ibrahim Baré Maïnassara an die Macht. In der Übergangsregierung unter Premierminister Boukary Adji war der MNSD-Nassara noch mit der Unterrichtsministerin Aïssata Moumouni, dem Handels- und Industrieminister Jacques Nignon und dem Staatssekretär für soziale Entwicklung Harouna Niandou vertreten. Maïnassara ließ manipulierte Parlaments- und Präsidentschaftswahlen abhalten, die ihm und seiner Partei UNIRD satte Mehrheiten einbrachten. Bei den von Maïnassara gewonnenen Präsidentschaftswahlen von 1996 kandidierte Mamadou Tandja als MNSD-Nassara-Kandidat und wurde offiziell Dritter. Die Parlamentswahlen von 1996 wurden hingegen vom MNSD-Nassara wie vom PNDS-Tarayya und der CDS-Rahama boykottiert, die sich im Oppositionsbündnis Front für die Wiederherstellung und Verteidigung der Demokratie zusammenschlossen. Ibrahim Baré Maïnassara fand 1999 bei einem Staatsstreich unter der Führung von Daouda Malam Wanké den Tod.
Die darauffolgenden Präsidentschaftswahlen von 1999 gewann Mamadou Tandja, der verfassungsgemäß als Parteivorsitzender zurücktrat. Den Parteivorsitz der MNSD-Nassara übernahm zunächst Hamidou Sékou. Bei den Parlamentswahlen von 1999 konnte sich der MNSD-Nassara auf 38 von 83 Sitzen verbessern und bildete mit der CDS-Rahama eine Koalitionsregierung unter Premierminister Hama Amadou, der 2001 als Nachfolger Hamidou Sékous auch Parteivorsitzender des MNSD-Nassara wurde. Bei den Präsidentschaftswahlen von 2004 konnte Tandja sein Amt verteidigen. Die Parlamentswahlen von 2004 brachten dem MNSD-Nassara 47 von 113 Sitzen und mit seinen Verbündeten erneut eine parlamentarische Mehrheit. Premierminister Hama Amadou stolperte 2007 über ein Misstrauensvotum wegen eines Korruptionsvorwurfs und wurde durch Seini Oumarou ersetzt, der ihm 2009 auch als Parteivorsitzender nachfolgte. Staatspräsident Mamadou Tandja hatte damit in einem parteiinternen Machtkampf mit Hama Amadou gewonnen. Amadou gründete mit dem MODEN-FA Lumana Africa eine neue Partei, was den MNSD-Nassara nachhaltig schwächte. Im Zuge dessen wurden fünf weitere Parlamentsabgeordnete, die auf Seiten Amadous standen, aus der Partei ausgeschlossen, darunter Hadiza Moussa Gros.
Staatspräsident Tandja begann im selben Jahr nach einer in der Verfassung nicht vorgesehenen dritten Amtszeit zu streben. Er schaltete zu diesem Zweck den Verfassungsgerichtshof aus und löste die Nationalversammlung auf. Im von der Opposition boykottierten Verfassungsreferendum von 2009 ließ er sich die Aufhebung der Amtszeitenbeschränkung sowie eine deutliche Ausweitung der Befugnisse des Staatspräsidenten bestätigen. Bei den Parlamentswahlen in Niger 2009, die ebenfalls von den wichtigsten Oppositionsparteien boykottiert wurden, erhielt der MNSD-Nassara 76 von 113 Sitzen in der Nationalversammlung. 2010 beendete ein Staatsstreich unter der Führung von Salou Djibo die Amtszeit Tandjas.
Die Präsidentschaftswahlen von 2011 brachten Mahamadou Issoufou vom PNDS-Tarayya den Sieg. Seini Oumarou, der Parteivorsitzende des MNSD-Nassara, erreichte den zweiten Platz. Bei den Parlamentswahlen von 2011, bei denen der PNDS-Tarayya die meisten Stimmen auf sich vereinen konnte, erhielt der MNSD-Nassara 25 von 113 Sitzen in der Nationalversammlung. Die Partei ist seitdem wieder in Opposition. Nachdem sie entgegen der Parteilinie die Oppositionsrolle aufgegeben hatten, spalteten sich im Oktober 2015 Albadé Abouda, vormals Generalsekretär des MNSD-Nassara, und mehrere Getreue mit der Partei Patriotische Bewegung für die Republik (MPR-Jamhuriya) ab. Bei den Parlamentswahlen von 2016 gewann der MNSD-Nassara 20 von 171 Sitzen in der Nationalversammlung. Seini Oumarou ging bei den Präsidentschaftswahlen von 2016 erneut für die Partei ins Rennen und wurde dritter von fünfzehn Kandidaten.
Der nächste MNSD-Nassara-Generalsekretär Tidjani Abdoulkadri wurde 2020 von Saley Djibrillou abgelöst und wegen seines Widerstands gegen diese Entscheidung aus der Partei ausgeschlossen. Tidjani Abdoulkadri gründete daraufhin mit der Demokratischen Bewegung für den Aufstieg Nigers (MDEN-Falala) seine eigene Partei. Aus den Parlamentswahlen von 2020 ging der MNSD-Nassara mit 13 von 171 Sitzen in der Nationalversammlung hervor. Bei den Präsidentschaftswahlen von 2020 wurde der MNSD-Nassara-Kandidat Seini Oumarou dritter von dreißig Bewerbern um das höchste Amt im Staat.